# Lusk (Irlande)
Pour les articles homonymes, voir Lusk.
Lusk (Lusca en irlandais) est une ville du comté de Fingal en république d'Irlande, située à 23 km au nord de Dublin.
Son nom remonte à la fondation de la ville, vers 450, par Saint Maccullin. Il provient du gaélique Lusca, une « caverne », d'après la caverne où aurait vécu le saint, selon la tradition.
Le développement de Lusk est entraîné par celui du Grand Dublin. La ville est desservie par une gare qu'elle partage avec Rush.
D'après le recensement de 2006, la ville de Lusk compte 5 236 habitants.

## Monuments et lieux d'intérêts
- Tour ronde
- Beffroi

## Jumelages
- Thorigné-Fouillard (France)